# 謝微
謝微（500年—536年），一作谢徵，字玄度，陳郡陽夏縣人，南北朝南梁官員與文學家。
謝微是劉宋尚書左僕射謝景仁的後裔，他自幼聰慧，父親謝璟感到詫異，對親友說：「這孩子並不普通，只怕他壽命不長，如果他能安享天年，我就心滿意足了。」他長大後樣子英俊，好學懂文章，最初擔任安西將軍安成王蕭秀的法曹，遷尚書金部三公二曹郎、豫章王蕭綜的記室，兼任中書舍人，之後遷官平北諮議參軍，兼鴻臚卿，依然兼任舍人。他和河東裴子野、沛國劉顯等同僚友善，裴子野曾寫作《寒夜直宿賦》送給謝微，他就寫作《感友賦》報答。當時北魏中山王元略回歸北魏，梁武帝在武德殿餞行，命令謝微賦詩三十韻，限時三刻鐘，他二刻鐘就完成，辭文優美，武帝一再欣賞；他又為臨汝侯蕭淵猷作《放生文》，獲得時人讚賞。
中大通元年（529年），謝微因為父親去世辭職，不久再為母親服喪，朝廷下詔起用為貞威將軍，代理本任官務。服喪完成後，除授尚書左丞。中大通三年（531年）昭明太子逝世，梁武帝立晉安王蕭綱為皇太子，下詔前只召來尚書左僕射何敬容、宣惠將軍孔休源和謝微三人商議。謝微其時年資很淺，但已獲得重要待遇。次年（532年）遷任中書侍郎、鴻臚卿，依然擔任舍人；中大通六年（534年）外任北中郎豫章王蕭歡的長史、南蘭陵郡太守。大同二年（536年）他在任內去世，虛歲三十七，他的朋友琅邪人王籍為他收集其文章，彙編成文集二十卷。

## 家族
- 七世祖東晉太常卿謝裒[3]
- 六世祖謝據[3]
- 五世祖東晉宣城內史謝允[3]
- 高祖父劉宋尚書左僕射謝景仁[2][3]
- 曾祖父劉宋鄱陽太守謝恂[3]
- 祖父劉宋司徒主簿謝稚[2][3]
- 父親南梁東陽太守謝璟[2][3]

## 引用
1. ↑  《梁书校勘记·卷五十·列传第四十四一五》：谢征字玄度　钱大昕廿二史考异：“征当为微之讹。”按南史作“微”。
2. 1 2 3 4 5  《梁書·卷五十·列傳第四十四》：謝徵字玄度，陳郡陽夏人。高祖景仁，宋尚書左僕射。祖稚，宋司徒主簿。父璟……徵幼聰慧，璟異之，常謂親從曰：「此兒非常器，所憂者壽；若天假其年，吾無恨矣。」旣長，美風采，好學善屬文。初爲安西安成王法曹，遷尚書金部三公二曹郎、豫章王記室，兼中書舍人。遷除平北諮議參軍，兼鴻臚卿，舍人如故。
3. 1 2 3 4 5 6 7 8 9  《南史·卷十九·列傳第九》：谢晦，字宣明，陈郡阳夏人，晋太常裒之玄孙也。裒子奕、据、安、万、铁，并著名前史。据子朗，字长度，位东阳太守……謝裕字景仁，朗弟允之子、而晦從父也。……子恂字泰溫，位鄱陽太守。恂子孺子……子璟……子微字玄度，美風采，好學善屬文，位兼中書舍人。
4. ↑  《梁書·卷五十·列傳第四十四》：徵與河東裴子野、沛國劉顯同官友善，子野嘗爲《寒夜直宿賦》以贈徵，徵爲《感友賦》以酬之。時魏中山王元略還北，高祖餞於武德殿，賦詩三十韻，限三刻成。徵二刻便就，其辭甚美，高祖再覽焉。又爲臨汝侯淵猷制《放生文》，亦見賞於世。
5. ↑  《南史·卷十九·列傳第九》：與河東裴子野、沛國劉顯同官友善。時魏中山王元略還北，梁武帝餞于武德殿，賦詩三十韻，限三刻成。微二刻便就，文甚美，帝再覽焉。又為臨汝侯猷制放生文，亦見賞於世。
6. ↑  《梁書·卷五十·列傳第四十四》：中大通元年，以父喪去職，續又丁母憂。詔起爲貞威將軍，還攝本任。服闋，除尚書左丞。三年，昭明太子薨，高祖立晉安王綱爲皇太子，將出詔，唯召尚書左僕射何敬容、宣惠將軍孔休源及徵三人與議。徵時年位尚輕，而任遇已重。四年，累遷中書郎，鴻臚卿、舍人如故。六年，出爲北中郎豫章王長史、南蘭陵太守。大同二年，卒官，時年三十七。友人琅邪王籍集其文爲二十卷。
7. ↑  《南史·卷十九·列傳第九》：後除尚書左丞。及昭明太子薨，帝立晉安王綱為皇太子，將出詔，唯召尚書右僕射何敬容、宣惠將軍孔休源及微三人與議。微時年位尚輕，而任遇已重。後卒于北中郎豫章王長史、南蘭陵太守。文集二十卷。

## 延伸阅读
[在维基数据编辑]
 《梁書·卷50》，出自姚思廉《梁書》